# Шматоваленко Сергій Сергійович (1989)
Шматова́ленко Сергі́й Сергі́йович (нар. 15 січня 1989, Київ, СРСР) — український футболіст, що виступав на позиції захисника у резервних командах київського «Динамо», кіровоградській «Зірці» та ризькому «Сконто». Син та повний тезка відомого футболіста київського «Динамо» та збірної України Сергія Шматоваленка.

## Життєпис
Сергій Шматоваленко-молодший народився у Києві в родині відомого захисника київського «Динамо» та збірної України, свого повного тезки, Сергія Шматоваленка. Тож не дивно. що хлопець вирішив стати футболістом. Займався футболом у школі «Динамо», окрім того в ДЮФЛ виступав у складі «Зміни-Оболонь» та ДЮСШ № 15. У 2004 році залучався до ігор юнацької збірної України віком до 15 років.
10 квітня 2007 року дебютував у складі «Динамо-3» в поєдинку другої ліги проти «Єдності». Згодом почав залучатися до ігор молодіжного складу киян, відіграв один поєдинок у першій лізі за «Динамо-2», однак до основи потрапити так і не зумів. Сезон 2010/11 розпочав у складі кіровоградської «Зірки», де нарешті зумів знайти свою гру. Проте на початку 2011 року отримав важку травму, через яку на півроку опинився поза футболом.
У серпні 2011 року їздив на перегляд до ризького «Сконто», однак заявили Шматоваленка лише у наступному році. У складі рижан Шматоваленко став володарем Кубка Латвії. По закінченні сезону залишив клуб у статусі вільного агента.

## Досягнення
- Володар Кубка Латвії (1): 2012
- Срібний призер чемпіонату Латвії (1): 2012